# 卢西亚诺·冈萨雷斯
卢西亚诺·冈萨雷斯（西班牙語：Luciano González，1997年4月10日—），阿根廷男子七人制橄榄球运动员。他曾代表阿根廷国家队参加2020年夏季奥林匹克运动会七人制橄榄球比赛，获得一枚铜牌。